# Athemistus funereus
Athemistus funereus là một loài bọ cánh cứng trong họ Cerambycidae.